# Gsieser Törl
Das Gsieser Törl ist ein Übergang (2205 m ü. A.) in den Villgratner Bergen zwischen dem Gsieser Tal in Südtirol (Italien) und dem Defereggental in Osttirol (Österreich). Westseitig wird der Pass vom Deferegger Pfannhorn (2820 m) und dem Kärlskopf (2836 m) überragt, ostseitig vom Plankfeld (2664 m) und vom Kahorn (2692 m). Seit dem Inkrafttreten des Vertrags von Saint-Germain 1920 verläuft über das Gsieser Törl die Grenze zwischen Italien und Österreich.
Um das Gsieser Törl ranken sich viele alte Schmugglergeschichten. Es galt besonders in den 1920er und 1930er Jahren als ein viel benutzter Schmugglerweg zwischen Italien und Österreich, ebenso wie die Joche zwischen Gsieser Tal und Villgratental. Zu dieser Zeit, jedoch auch noch bis in die 1970er Jahre hinein, wurde dieser an sich weit abgelegene Übergang vor allem von italienischen Zollbeamten restriktiv kontrolliert. Obwohl der Übergang nur nach mehreren Stunden anstrengendem Fußmarsch erreichbar ist, wurde dieser seinerzeit intensiv von Schmugglern meist zur Nachtzeit benutzt.
Wenige Meter unterhalb des Törl-Kamms befinden sich auf italienischer Seite noch verlassene, direkt an die Felswand gebaute Kasernengebäude. In diesen primitiven Unterkünften waren die Zollbeamten damals selbst in den Wintermonaten untergebracht, auf rund 2200 Metern Höhe, schwer zugänglich vom Talort.
Auf der gesamten Breite des Übergangs markierte auf diesem Bergeinschnitt noch lange Zeit ein Holzzaun die Staatsgrenze. Von diesem Zaun war im September 2018 nichts mehr zu sehen. Auch die Zollhütte, die auf einem Bild in diesem Artikel gezeigt wird, ist eingebrochen und liegt nur noch als Schutthaufen da.
Es gab vor einigen Jahren Planungen, den Weg zum Gsieser Törl zu beiden Seiten als grenzüberschreitenden Straßenübergang auszubauen. Diese Pläne wurden aber nie verwirklicht, da der Eingriff in die Landschaft immens gewesen wäre und in keinem vernünftigen Verhältnis zum Nutzen gestanden hätte.

## Aufstieg

### Südseite
Von St. Magdalena (Kirche, 1398 m) im Gsieser Tal, zunächst hinein zur Talschlusshütte (1465 m; dorthin auch mit dem Auto möglich, Parkplatz); nun links bzw. geradeaus zum Rotmooshof, von dort entweder auf dem Fahrweg durch den Wald (Markierung Nr. 49) oder auf dem ostseitigen Fußweg meist durch Almgelände hinein zur Pidigalm und zur Kradorfer Alm (Ausschank, 1694 m). Nun bald stärker ansteigend weiter talauf zur Oberbergalm (1975 m; Ausschank) und über saftige Bergwiesen und vorbei am Quellgebiet des Gsieser Baches hinauf zum Gsieser Törl (ab Ausgangspunkt 2½ Std.).

### Nordseite
Vom Ortsteil Maria Hilf bei St. Jakob in Defereggen, über den Weg Nr. 329 zur Lappachalm (1928 m), von dort unschwierig über Almwiesen, stets am Lappbach entlang, hinauf zum Gsieser Törl (ab Ausgangspunkt 2½ Std.).

## Bilder

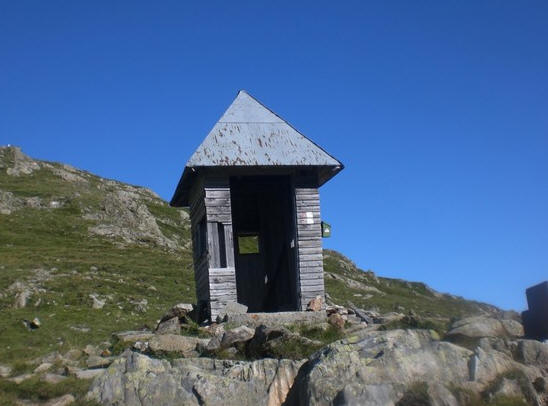
Altes Wachtürmchen am Gsieser Törl, das früher zur Überwachung der Staatsgrenze diente (seit mindestens 2018 eingestürzt)
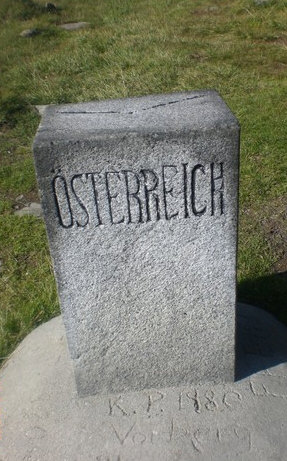
Grenzstein Österreich / Italien am Gsieser Törl
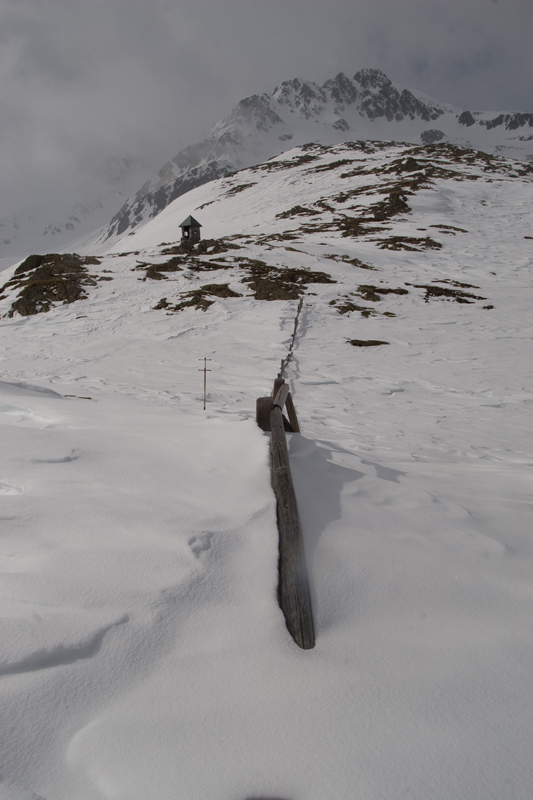
Gsieser Törl im Winter, mit eingeschneitem Holzzaun und Wachtürmchen